# Turbante (moda)

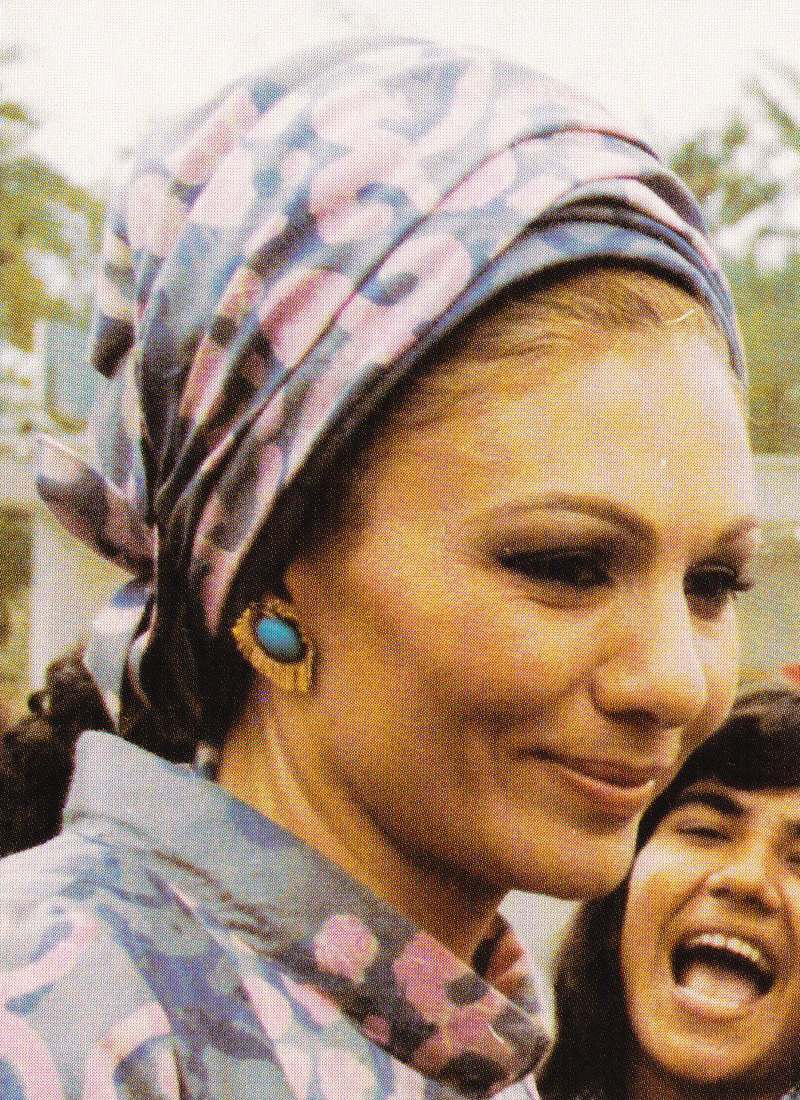
Farah Pahlaví con un turbante de seda estampada en 1975.

El turbante como elemento de moda se refiere a un tipo de sombrerería femenina que cubre la cabeza más bien pegado a ella, que puede ser rígido o blando, aunque las versiones más sencillas pueden ser de tiras de tela enrollada, anudadas o cosidas. Puede incluir una visera, pluma u otros detalles. Generalmente cubre la mayor parte o todo el cabello.
En la moda, el turbante apareció a finales del siglo XVIII, y tuvo resurgimientos en varias décadas del siglo XX. En particular, se hizo popular en la década de 1910 como símbolo de glamour oriental, y en los años 1940 cuando lo generalizaron las estrellas de Hollywood. A finales de los años 1960 y durante los años 1970, fue impulsado por diseñadores como Biba en el Reino Unido y Halston en los EE. UU. y llevados tanto por damas de la realeza como por chicas hippies.

## SiglosXVIIIyXIX

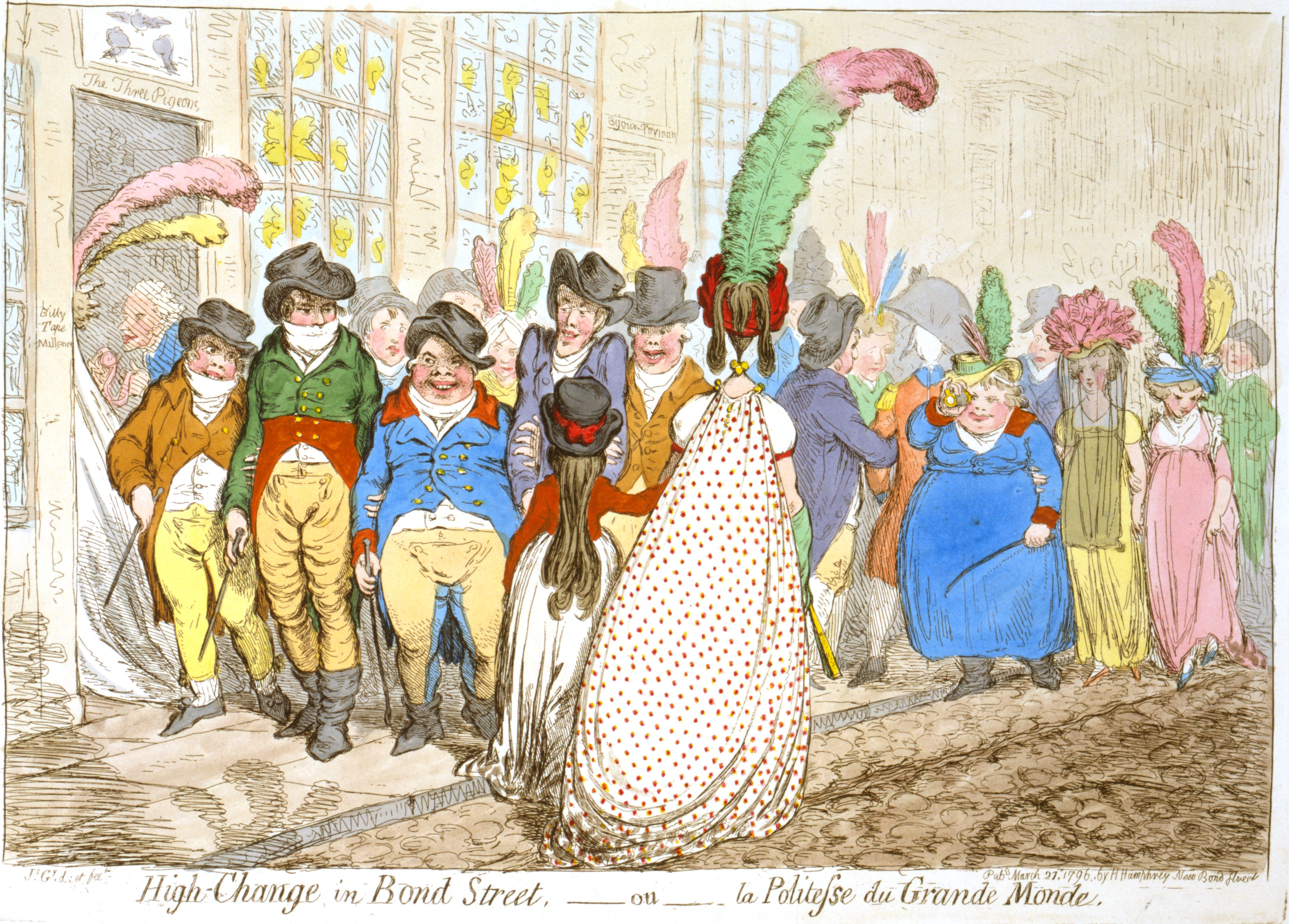
Cambio alto en Bond Street, una caricatura de la época de la Regencia de James Gillray.

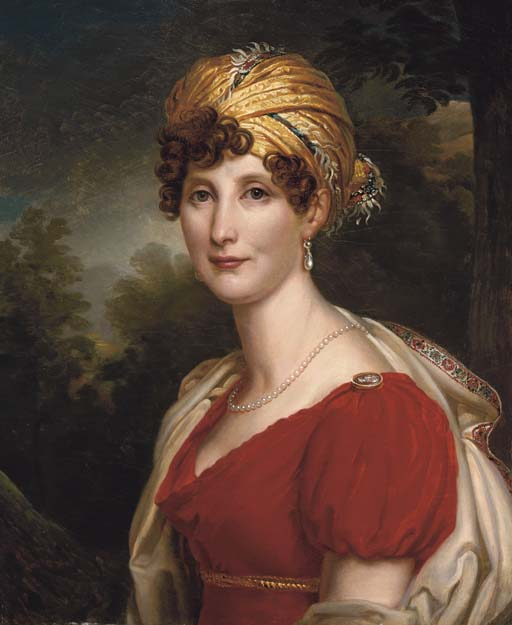
Retrato de Eléonore de Montmorency llevando un turbante, c.1810.

Si bien ejemplos anteriores de turbantes en mujeres pueden verse en pinturas – destacando el famoso cuadro de Vermeer de 1665 La joven de la perla– el turbante surgió como una moda extendida en Gran Bretaña a finales del siglo XVIII, incluso aumentando su popularidad durante la época de la Regencia; se dice que se inspiró en el aumento del comercio y contacto con la India y la importación de algodón desde allí. La moda también se debió inspirar en parte en el también creciente interés, y conocimiento, del Imperio otomano, comenzando con la popularidad de los escritos de Lady Mary Wortley Montagu tras su regreso de Turquía. Hay varios retratos de ella con un tocado estilo turbante y al principio el turbante era denominado turk o chiffonet. Tanto en el mundo islámico como en el subcontinente indio el turbante era el cubrecabezas masculino estándar desde muy antiguo y entre todas las clases sociales.

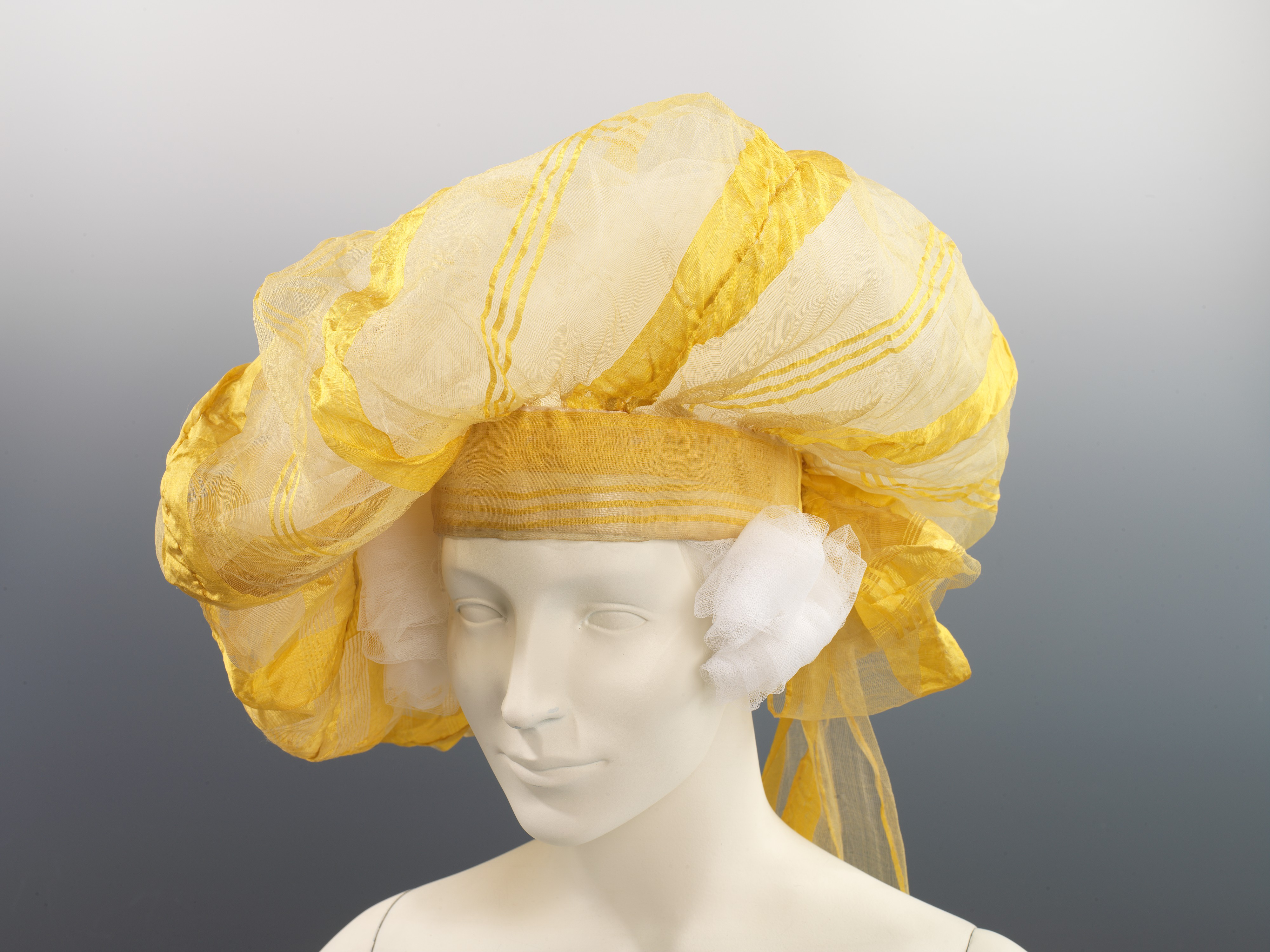
El turbante "a la turque", influido e inspirado en el interés popular en las culturas orientales, fue popular en la década de 1820.

El estilo del turbante era inicialmente sencillo, pero a medida que iba ganando popularidad, los turbantes empezaron a ser adornados con penachos para bailes y eventos, pero también para el atuendo de día– como caricaturizó en 1796 James Gillray en Cambio alto en Bond Street. La moda se mantuvo en las dos primeras décadas del siglo XIX, tanto en Londres como en París. El más voluminoso y recargado estilo "a la turque", influido e inspirado en el interés hacia las culturas orientales, fue popular en la década de 1820.

## Siglo XX

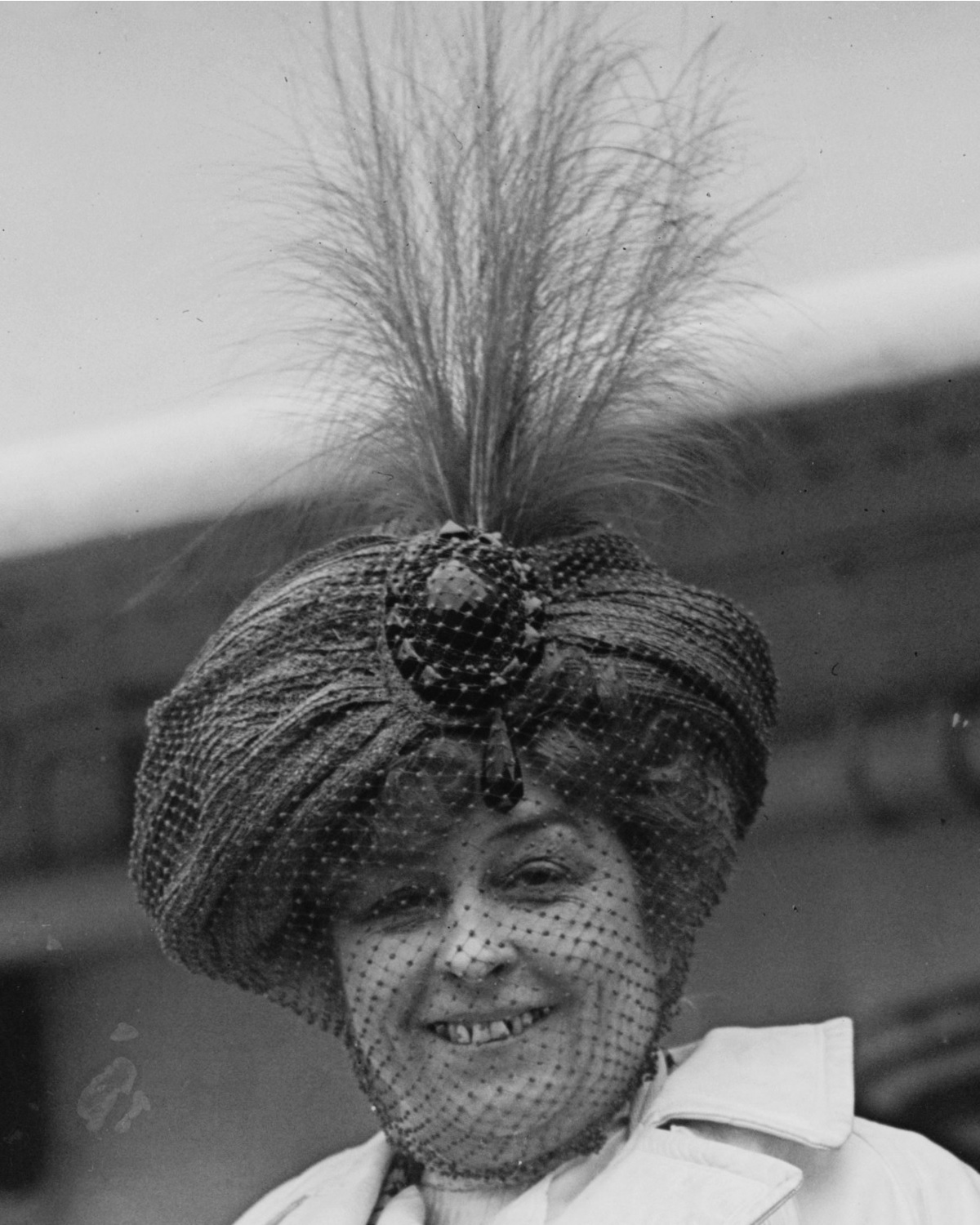
La actriz teatral Amelia Bingham con turbante, penacho y velo, 1910.

Paul Poiret, el apodado "sultán de la moda", incluyó el turbante en su resurgimiento de estilos orientales hacia 1910. Como parte de su búsqueda Poiret visitó el Museo de Victoria y Alberto para estudiar su colección de turbantes indios antiguos, declarando "admiré la inquebrantable diversidad de sus formas tan lógicas y elegantes."
Los turbantes continuaron en boga en los años 1920. Pudo deberse en parte a la disponibilidad creciente del automóvil, ya que su diseño cerrado y pegado ayudaba a proteger el cabello del viento. Su popularidad sobrevivió a la década, un informe periodístico del otoño de 1929 sobre las modas de París notó que el hasta entonces omnipresente sombrero cloche empezaba a ceder ante boinas y turbantes adornados con lazos. Los diseños eran típicamente hechos de seda, fieltro o terciopelo y podía ser acabado con detalles adicionales como plumas o broches.

## Popularidad durante la II Guerra Mundial

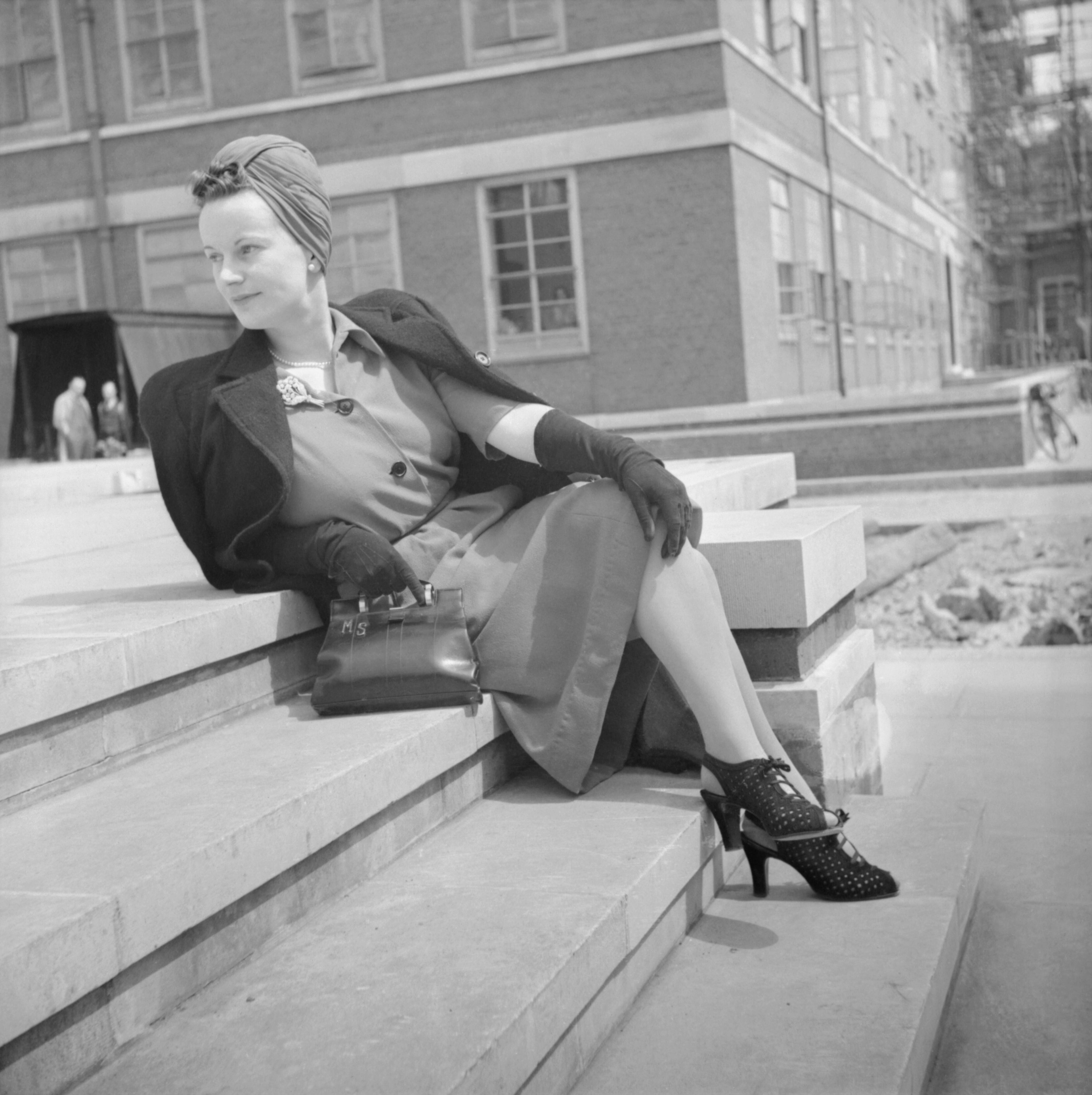
Un turbante fotografiado por el Ministerio de Información británico para promover la elegancia en tiempos de guerra.

El sombrero se hizo popular en Europa durante la guerra, ayudado por el hecho de que las mujeres ejercían trabajos manuales en fábricas y granjas. Era un diseño que podía ser confeccionado con habilidades mínimas de costura y ayudaba a cubrir el cabello cuando el acceso a peluqueros, champú, e incluso agua, podía ser limitado. El Ministerio de Información en el Reino Unido exhibió un turbante como parte de una serie de fotografías para promover la elegancia en tiempos de guerra, cuando la ropa de trabajo y el racionamiento habían interrumpido la industria de la moda tradicional.

### Glamour hollywoodiense

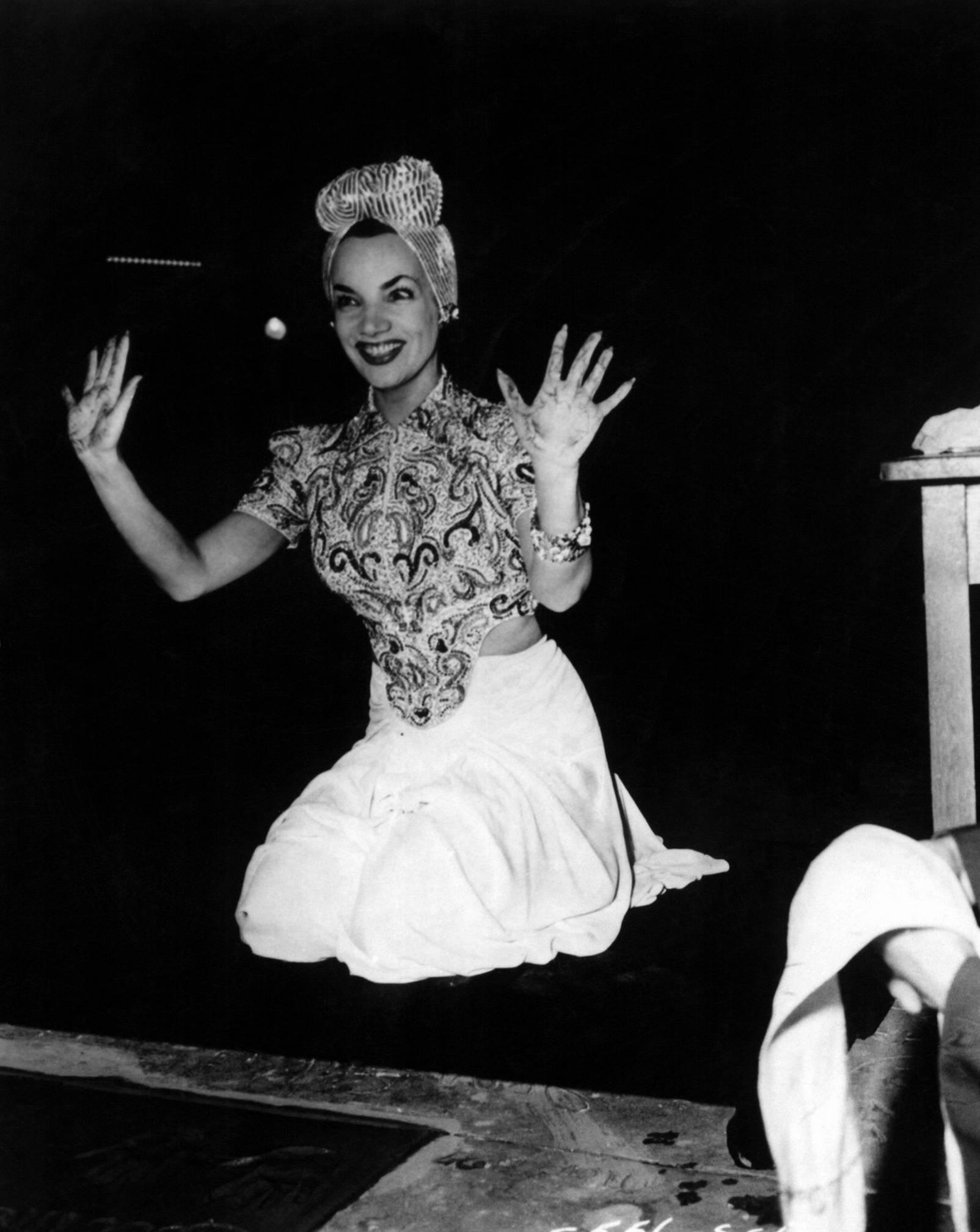
Carmen Miranda luciendo un turbante mientras deja sus huellas impresas ante el Grauman's Chinese Theatre, 1941.

Mientras la moda del turbante se debió en parte a la necesidad en Europa, se volvió glamurosa en las cabezas de las estrellas de Hollywood. A la sombrerera Madame Paulette (Pauline Adam de la Bruyère) se le atribuye a menudo el hacer resurgir el turbante y afirmaba que se había inspirado en los diseños que vio a chicas francesas en bicicleta por las calles de París durante la guerra. Creó modelos para Gloria Swanson, Marlene Dietrich y Greta Garbo. Más tarde, también creó diseños para casas de moda como Chanel y Ungaro. Madame Agnès, que se había formado con Caroline Reboux, también empezó a diseñar turbantes.
Mientras Lana Turner creaba una imagen icónica de femme fatal en turbante en El cartero siempre llama dos veces, estrellas sudamericanas como Carmen Miranda convirtieron el tocado en la última moda en Estados Unidos.

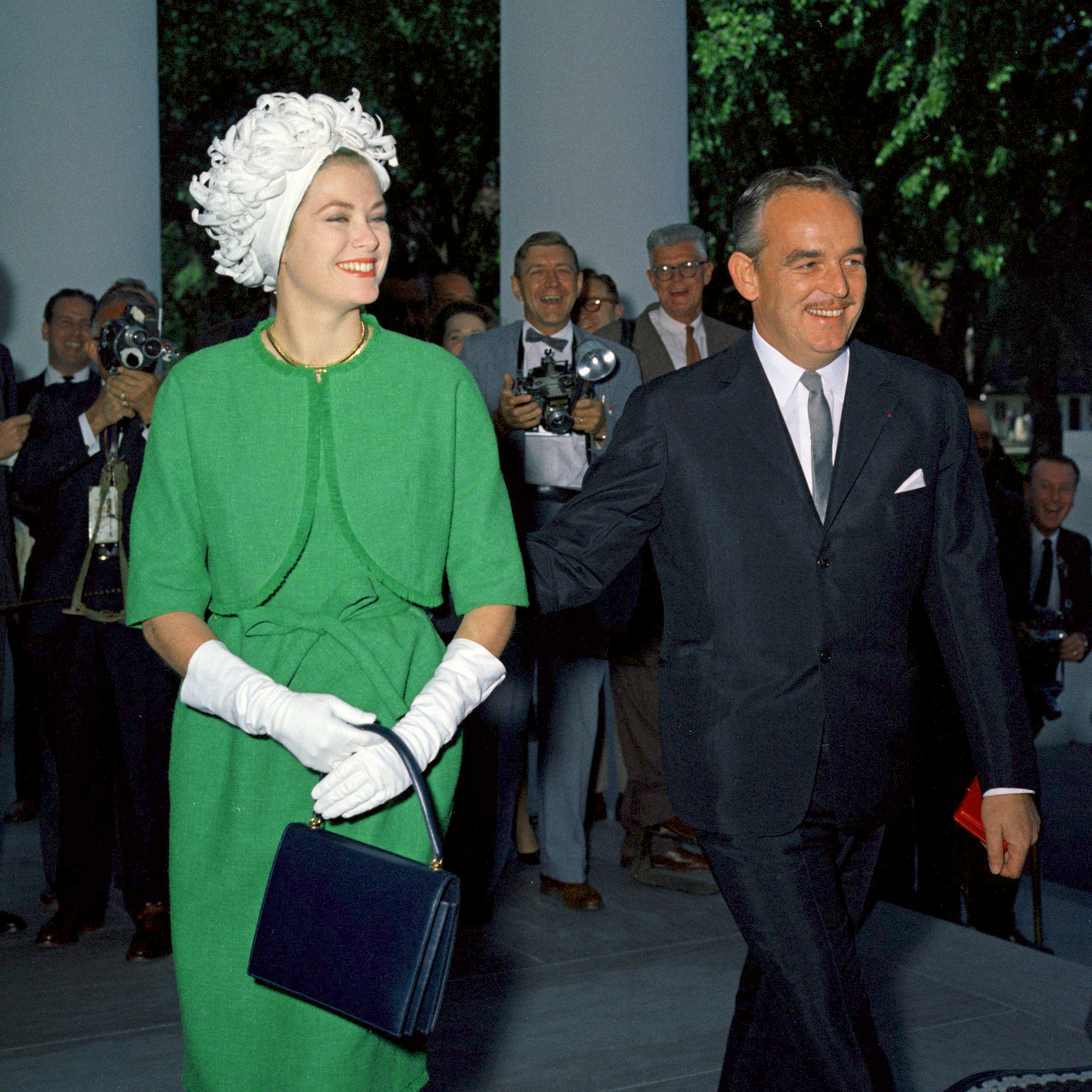
El príncipe Raniero de Mónaco con la princesa Gracia, luciendo un sombrero turbante de moda en 1961, durante una visita en la Casa Blanca.

## Décadas de los 50, 60 y 70
A mediados de los años 1950 los turbantes eran más bajos y amplios, y se llevaban a juego con vestidos tubo acompañados de chaquetas sueltas de tela o piel.
Desde 1970, la boutique londinense Biba presentó turbantes combinados con caftanes y blusas amplias, resurgiendo los estilos orientales. A menudo los turbantes acompañaban a prendas de noche; un conjunto de Biba de abrigo de noche y turbante en rayón y lurex forma parte del archivo del Museo de Victoria y Alberto. El diseñador estadounidense Halston también presentó el turbante para la noche, y lo lucieron iconos de la moda del momento como Bianca Jagger. La moda de los turbantes también se extendió más allá de la elegancia de discoteca– Elizabeth Taylor, Joan Collins y la reina Isabel II los llevaron con prendas de día.

### Revival

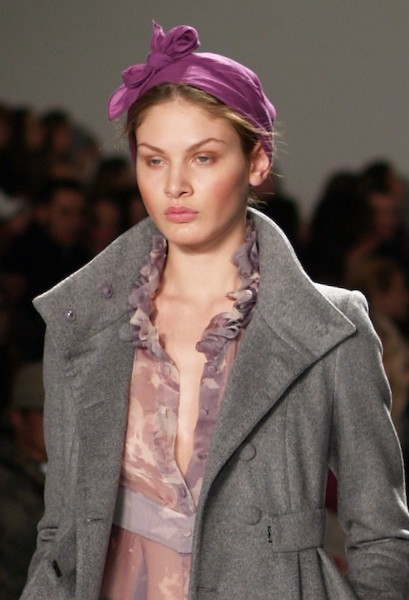
Tocado estilo turbante de Michon Schur, Semana de la Moda de Nueva York 2007.

Los turbantes fueron presentados como posible accesorio de moda en 2006-2010, como parte de un breve revival de la moda disco de los 1970.